# Vox (partido político)
Vox (commumente estilizado em maiúsculas; pronúncia espanhola: [ˈboks]) é um partido político conservador de extrema-direita  da Espanha liderado por Santiago Abascal, fundado em dezembro de 2013. O partido define-se de direita, sendo descrito como um partido populista de extrema-direita por académicos.  
O partido foi fundado em 2013 por antigos membros do PP insatisfeitos com a política seguida pelo governo de Rajoy em relação ao grupo terrorista basco ETA, bem como a sua oposição ao Estatuto das Autonomias com estes membros a defender um estado espanhol mais centralista.
Após ter falhado a eleição de 1 eurodeputado nas eleições europeias de 2014 e com a saída de muitos dos seus fundadores, o partido tornou-se um partido irrelevante ao obter resultados residuais nas eleições nacionais de 2015 e 2016.
Entre 2017 e 2018, com a crise na Catalunha e a crise migratória a afectar Espanha, o partido, liderado por Santiago Abascal desde do verão de 2014, viu a sua militância a crescer e as sondagens começaram a indicar que o Vox poderia entrar no parlamento espanhol. A eclosão do Vox a nível nacional ocorre nas eleições regionais em dezembro de 2018 na Andaluzia, onde o partido consegue obter mais de 11% dos votos e 12 deputados regionais. Atualmente a nivel nacional o Vox tem 52 deputados na Câmara dos Deputados, 3 senadores no Senado e 4 eurodeputados no Parlamento Europeu.

## História

### Origem
O Vox foi fundado a 17 de dezembro de 2013 e lançada publicamente numa coletiva de imprensa em Madrid a 16 de janeiro de 2014 como uma separação do Partido Popular (PP). Esta separação foi interpretada como um desdobramento de membros do partido "neoconservador" ou "conservador social".  A plataforma do partido procurou reescrever a Constituição para abolir a autonomia regional e os parlamentos regionais. Vários dos seus promotores (por exemplo: Alejo Vidal-Quadras, José Antonio Ortega Lara e Santiago Abascal) foram os membros da plataforma "reconversion.es" que emitiu um manifesto em 2012 atestando a recentralização do Estado. Vidal-Quadras foi proclamado como o primeiro presidente em março de 2014.
O financiamento inicial, totalizando cerca de 972.000 euros, veio de transferências individuais de dinheiro de partidários do Conselho Nacional de Resistência do Irã (NCRI) e Mujahedin do Povo do Irã (MEK), graças à sua "relação pessoal" com Vidal-Quadras, que apoiou o NCRI durante todo o seu mandato no Parlamento Europeu até 2014. Dessas transferências não existem qualquer evidência de que o Vox tenha infringido as regras do financiamento de partidos políticos de Espanha ou mesmo da União Europeia ao aceitar essas doações.
O Vox concorreu pela primeira vez nas eleições europeias de 2014, mas por pouco não conseguiu um assento no Parlamento Europeu.
Em setembro de 2014, o partido elegeu Santiago Abascal, um dos fundadores, como novo presidente, e Iván Espinosa de los Monteros, também fundador, como Secretário-Geral. Onze membros do Comitê Executivo Nacional também foram eleitos.
O partido participou das eleições de 2015 e 2016 , mas não se saiu bem, obtendo 0,23% e 0,20% dos votos, respectivamente.
Após o referendo catalão em 2017 e o início de uma crise constitucional espanhola, o Vox optou por não participar das eleições regionais catalãs de 2017. Após a declaração de independência da Catalunha, o partido processou o Parlamento da Catalunha e vários políticos independentistas, após essa situação o número dmilitantes do vox aumentou 20% em quarenta dias.

### Financiamento
As suas fontes de financiamento provêm da Organização dos Mujahidin do Povo Iraniano, uma facção da oposição ao governo iraniano. Posteriormente beneficiou de outras fontes de financiamento, nomeadamente através da Fundação Francisco Franco e do lobby conservador Hazte oír, que é financiado por numerosas doações privadas e anónimas, bem como por grandes fortunas espanholas que partilham a sua ideologia e visão de família e liberdade. O financiamento do Estado representa agora 60% das suas receitas.

### Entrada nas instituições
A 10 de setembro de 2018, Vox recrutou um legislador independente no parlamento regional da Extremadura (que havia abandonado o grupo parlamentar do PP) como membro do partido. A 2 de dezembro de 2018, eles conquistaram 12 assentos parlamentares nas eleições regionais da Andaluzia, entrando num parlamento regional pela primeira vez. Apoiou o governo regional de coalizão do Ciudadanos e o Partido Popular. Com este resultado, o Vox também obteve um primeiro assento no Senado da Espanha, que foi ocupado por Francisco José Alcaraz.
O partido obteve 10,26% dos votos nas eleições gerais de abril de 2019, elegendo 24 deputados e entrando pela primeira vez no Congresso dos Deputados. Mais tarde, o partido entrou pela primeira vez no Parlamento Europeu com 6,2% dos votos e três eurodeputados, que após o Brexit tornaram-se quatro. Após esta eleição, o partido aderiu ao grupo de Conservadores e Reformistas Europeus e à Aliança de Conservadores e Reformistas na Europa. Na segunda eleição geral do ano, em novembro, o Vox ficou em terceiro lugar e aumentou seu número de deputados de 24 para 52. Foi o partido mais votado na Região de Múrcia e na cidade autónoma de Ceuta.
No início de 2020, durante o início da pandemia global do COVID-19, o Vox pediu restrições de viagem entre China e Espanha e, posteriormente, entre Itália e Espanha, para se proteger contra o "vírus chinês". Naquela época, a epidemia já estava em pleno andamento nesses países, mas foi antes de qualquer caso de COVID ser oficialmente confirmado em Espanha com números significativos. Essa posição não encontrou apoio entre outros partidos e foi criticada como retórica xenófoba. O partido alegou que as medidas sérias de combate à COVID foram deliberadamente adiadas na Espanha pelo governo, que ocultou as informações e minimizou os riscos conhecidos para permitir eventos públicos em massa no Dia Internacional da Mulher (8 de março), pois esses eventos foram importantes para a agenda da esquerda do recém-formado governo de coalizão do PSOE e do Podemos. Ao mesmo tempo, o Vox avançou com a sua própria conferência global do partido a 8 de março em Vistalegre, onde foram convidados partidários de todas as partes da Espanha. A conferência resultou em vários casos de infecção por COVID, incluindo casos confirmados de transmissão de COVID entre membros da liderança da Vox. Esse fato foi frequentemente levantado pelos oponentes do Vox para criticar a atitude do Vox em relação à situação do COVID na Espanha.
Durante o bloqueio anti-COVID e as restrições de acompanhamento, o Vox criticou rotineiramente as medidas do governo como ineficientes, partidárias e parcialmente inconstitucionais. Em abril de 2020, o partido recorreu ao Tribunal Constitucional da Espanha contra o primeiro Estado de Emergência (15 de março a 21 de junho) declarado pelo governo. Em outubro de 2020, o grupo parlamentar do Vox no Congresso dos Deputados apresentou uma moção de censura contra o atual primeiro-ministro Pedro Sánchez, trazendo Santiago Abascal como candidato alternativo. A moção não obteve qualquer apoio entre os outros grupos parlamentares, reunindo 52 votos 'sim' (os deputados do Vox) e 298 votos 'não' (o resto da câmara). Em novembro de 2020, a Vox recorreu ao Tribunal Constitucional da Espanha contra o segundo Estado de Emergência (25 de outubro de 2020 – 9 de maio de 2021) declarado pelo governo.
Diante das eleições presidenciais de 2020 nos Estados Unidos, o Vox apoiou totalmente a candidatura do presidente Donald Trump, inclusive twittando da conta oficial que Joe Biden era o candidato preferido de "El País, Podemos, Otegi, Maduro, China, Irã e pedófilos", e que segundo a agência internacional de notícias EFE estava ecoando as teorias da conspiração QAnon. O Vox participou da conferência CPAC de 2021 e recusou-se a reconhecer a vitória de Biden.

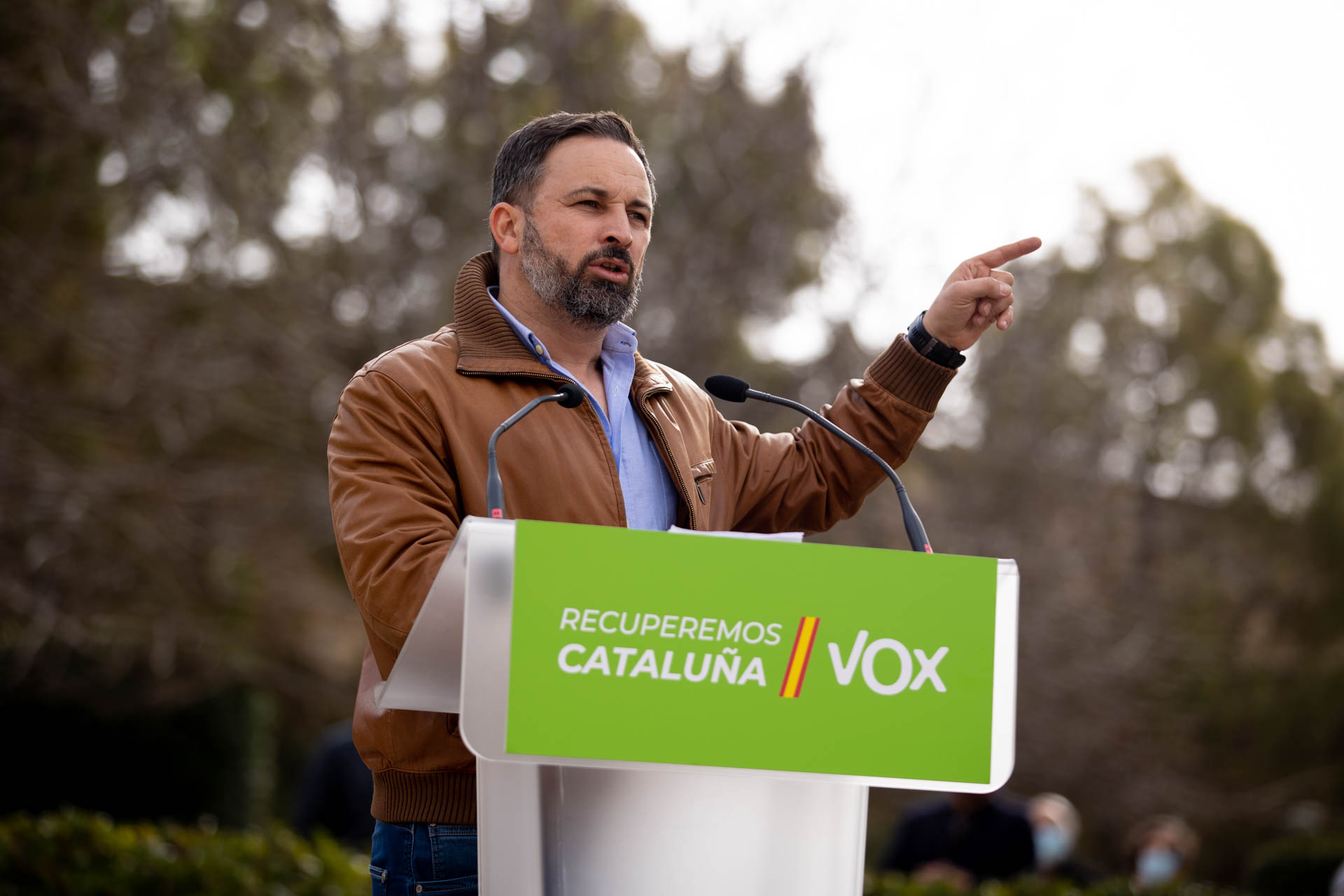
Santiago Abascal durante um comício

Durante as campanhas eleitorais de 2020 e 2021 para eleições regionais no País Basco, na Catalunha, e na Comunidade de Madrid vários eventos eleitorais legais do Vox foram fisicamente atacados por opositores políticos radicais nas instalações do partido. A visão dos eventos como provocações foi endossada por membros de alto escalão do Podemos, incluindo o seu porta-voz Pablo Echenique, e o seu líder, o segundo vice-primeiro-ministro da Espanha na época, Pablo Iglesias.
A 14 de julho de 2021, em resposta ao recurso do Vox do ano anterior, o Tribunal Constitucional da Espanha declarou por estreita maioria (6 votos a favor vs. 5 votos contra) que o primeiro estado de emergência anti-COVID era inconstitucional na parte de suprimir a liberdade de circulação estabelecida pelo artigo 19.º da Constituição. Em outubro de 2021, o Tribunal Constitucional da Espanha apoiou dois outros recursos do Vox e declarou inconstitucional o fechamento do Parlamento e do Senado espanhóis no início da pandemia e o segundo estado de emergência. Conforme relatado a 22 de outubro de 2021, o governo da Espanha ordenou que todas as multas cobradas em relação ao primeiro estado de alarme fossem devolvidas aos cidadãos.
A 13 de fevereiro de 2022, o Vox ficou em terceiro lugar nas eleições regionais de Castela e Leão em 2022, aumentando a sua representação de 1 para 13 deputados e tornando-se o principal aliado para o rival Partido Popular (PP), que venceu as eleições, para formar um governo. Após esse resultado eleitoral, e uma crise na liderança no PP,  o Vox pela primeira vez foi reconhecido como a segunda força política de Espanha, de acordo com algumas pesquisas de opinião para as próximas eleições gerais. Em março de 2022, foi anunciado que Vox formaria governo com o PP em Castela e Leão, assumindo três dos dez cargos ministeriais, incluindo vice-presidente regional Juan García-Gallardo. O membro do Vox Carlos Pollán foi eleito Presidente da Assembleia de Castela e Leão. Isso representa a primeira participação da Vox em qualquer governo regional.

## Ideologia
Vox assume uma posição pró-vida na questão do aborto e é contra o casamento entre pessoas do mesmo sexo porque considera a palavra "matrimónio" como inapropriada para descrever tal relação. O partido pretende criar um novo tipo de união, denominada de "união civil", para substituir o casamento gay.
Inicialmente, o partido focava-se no liberalismo económico e na sua oposição às autonomias regionais em Espanha, mas nos últimos tempos Vox começou-se a alinhar com o populismo de direita cada vez mais popular pela Europa fora. O partido é completamente contra a entrada de mais imigrantes no país, em especial, imigrantes muçulmanos. Esta posição levam muitos a considerar Vox como um partido anti-Islão ou Islamofóbico. Uma das propostas do partido para travar a imigração é a construção de um muro em Ceuta e Melilha para defender o território espanhol, segundo o partido.
Vox também um posicionamento eurocéptico, defendendo que a soberania espanhola deve ser salvaguardada. Esta posição de defesa da soberania de Espanha leva o partido também a defender um estado centralista, a proibição de partidos que ponham em causa a unidade de Espanha e a defesa da Monarquia no país.
Apela a uma redução drástica da despesa pública acompanhada pela redução ou abolição de todos os impostos; afirma simplificar o imposto sobre o rendimento com um único escalão de 21% para todos os rendimentos. O coordenador económico do partido também propõe a abolição dos programas de educação pública e saúde.

### América Latina
Em 2020, a Vox publicou a sua Carta de Madrid, assinada por cerca de cinquenta personalidades internacionais, para denunciar os "regimes totalitários narco-socialistas" e as ameaças colocadas pelo "avanço do comunismo" à "prosperidade, desenvolvimento e liberdade". Entre os signatários: eurodeputados holandeses, franceses, suecos, gregos e italianos dos partidos nacionalistas, a romancista cubana Zoé Valdés, o ex-ministro boliviano Arturo Murillo, o deputado brasileiro Eduardo Bolsonaro, a política venezuelana María Corina Machado e o diplomata americano Roger Noriega (ex-embaixador na OEA).
O partido apoiou o derrube do Presidente boliviano Evo Morales em 2019, enviando representantes para o país no dia seguinte ao golpe de Estado para assegurar ao novo governo a sua solidariedade. Numa conferência de imprensa com representantes da Vox, o Ministro do Interior, Arturo Murillo, anunciou um processo judicial contra várias figuras de esquerda espanholas (José Luis Rodríguez Zapatero, Pablo Iglesias, Juan Carlos Monedero, Íñigo Errejón e o advogado Baltasar Garzón), a quem acusou de ter recebido fundos secretos de Evo Morales.
Vox expressou também o seu apoio ao ex-presidente colombiano Alvaro Uribe, ao presidente equatoriano Guillermo Lasso, ao autoproclamado presidente da Venezuela Juan Guaidó, ao político peruano Keiko Fujimori e ao político chileno José Antonio Kast. 

## Resultados eleitorais

### Eleições legislativas

#### Câmara dos deputados
| Data   | Líder            | CI.  | Votos     | %            | +/-     | Deputados | +/-     | Status            |
| ------ | ---------------- | ---- | --------- | ------------ | ------- | --------- | ------- | ----------------- |
| 2015   | Santiago Abascal | 15.º | 58 114    | 0,2 / 100,0  |         | 0 / 350   |         | Extra-parlamentar |
| 2016   | Santiago Abascal | 13.º | 47 182    | 0,2 / 100,0  | Estável | 0 / 350   | Estável | Extra-parlamentar |
| 2019-A | Santiago Abascal | 5.º  | 2 677 173 | 10,3 / 100,0 | 10,1    | 24 / 350  | 24      | Oposição          |
| 2019-N | Santiago Abascal | 3.º  | 3 640 063 | 15,1 / 100,0 | 4,8     | 52 / 350  | 28      | Oposição          |
| 2023   | Santiago Abascal | 3.º  | 3 033 744 | 12,4 / 100,0 | 2,7     | 33 / 350  | 19      | Oposição          |

### Eleições europeias
| Data | CI.  | Cabeça de lista     | Votos     | %           | +/- | Deputados | +/- |
| ---- | ---- | ------------------- | --------- | ----------- | --- | --------- | --- |
| 2014 | 11.º | Alejo Vidal-Quadras | 246 833   | 1,6 / 100,0 |     | 0 / 54    |     |
| 2019 | 5.º  | Jorge Buxadé        | 1 388 681 | 6,2 / 100,0 | 4,6 | 3 / 54    | 3   |

### Eleições regionais

#### Andaluzia
| Data | CI. | Cabeça de lista   | Votos   | %             | +/-  | Deputados | +/-  |
| ---- | --- | ----------------- | ------- | ------------- | ---- | --------- | ---- |
| 2015 | 9.º | Francisco Serrano | 18 422  | 0,5 / 100,0   | Novo | 0 / 109   | Novo |
| 2018 | 5.º | Francisco Serrano | 395 978 | 10,97 / 100,0 | 10,5 | 12 / 109  | 12   |
| 2022 | 3.º | Macarena Olona    | 490 525 | 13,46 / 100,0 | 2,49 | 14 / 109  | 2    |

#### Castela e Leão
| Data | CI. | Cabeça de lista      | Votos   | %             | +/-  | Deputados | +/-  |
| ---- | --- | -------------------- | ------- | ------------- | ---- | --------- | ---- |
| 2022 | 3.º | Juan García-Gallardo | 212 605 | 17,64 / 100,0 | Novo | 13 / 81   | Novo |

#### Comunidade de Madrid
| Data | Cabeça de lista  | Votos   | %            | +/-  | Deputados | +/-  |
| ---- | ---------------- | ------- | ------------ | ---- | --------- | ---- |
| 2015 | Santiago Abascal | 37 043  | 1,17 / 100,0 | Novo | 0 / 81    | Novo |
| 2019 | Rocio Monasterio | 285 099 | 8,86 / 100,0 | 7,69 | 12 / 81   | 12   |
| 2021 | Rocio Monasterio | 330 660 | 9,13 / 100,0 | 0,27 | 13 / 81   | 1    |

## Crítica
Em dezembro de 2019, o governo de Gibraltar tomou medidas para levar o Vox a tribunal por comentários feitos por eles, que pretendiam causar incitação ao ódio contra os habitantes de Gibraltar.
A Vox apelou a um protesto marcado para 12 de janeiro de 2020, com uma imagem com as palavras 'Espanha existe', uma imagem que sugeriria que Portugal é uma província da Espanha, uma ideologia que não é vista na Espanha por um partido político desde a Falange partido em 1939.